# Список науково-фантастичних фільмів 1930-х років
Це список науково-фантастичних фільмів, прем’єра яких відбулася з 1 січня 1930 року по 31 грудня 1939 року. У книзі Філа Гарді «Наукова фантастика» 1930-ті роки були описані як період, коли і науково-фантастична література, і кіно перебували «в хвилюванні», і, досліджуючи фільми десятиліття, «зрозуміло, що наукову фантастику в жодному разі не можна розглядати як жанр, що продовжується в тридцятих роках».
В США у фільмах використовувався науково-фантастичний сюжет або персонаж, як-от божевільний вчений, але вони більше нагадували сучасні жанри, як-от жахи, трилери та детективи. Фільми покращив інші жанри, такі як мелодрама («Шість годин життя»), вестерни («Імперія фантомів») і переважно фільми жахів, такі як «Франкенштейн або Доктор Джекіл і містер Хайд. Ближче до середини десятиліття наукова фантастика займала чільне місце серед малобюджетних фільмів. Наприкінці 1930-х років, коли політичний клімат у Європі змінювався, такі фільми, як «Bila Nemoc», використовували елементи наукової фантастики, щоб уявити жахи Другої світової війни.
Кілька фільмів тієї епохи були номіновані або отримали нагороди, зокрема Фредрік Марч отримав Оскар за найкращу чоловічу роль у фільмі «Доктор Джекіл і містер Хайд», а фільм отримав номінації за найкращий сценарій і операторську роботу. Гілберт Курленд був номінований за найкращий звукозапис для Нареченої Франкенштейна.

## Список
| Назва                                  | Рік випуску            | Країна випуску     |
| -------------------------------------- | ---------------------- | ------------------ |
| Голос з неба                           | 1 січня 1930 року      | США                |
| Альраун                                | 2 березня 1930 року    | Німеччина          |
| Тільки уявіть                          | 21 листопада 1930 року | США                |
| Франкенштейн                           | 23 січня 1931 року     | Франція            |
| Кінець світу                           | 21 листопада 1931 року | США                |
| Доктор Джекіл і містер Хайд            | 31 грудня 1931 року    | США                |
| Атлантида                              | 8 червня 1932 року     | Франція            |
| Доктор Ікс                             | 3 серпня 1932 року     | США                |
| Чанду-чарівник                         | 18 вересня 1932 року   | США                |
| 6 годин життя                          | 16 жовтня 1932 року    | США                |
| F.P.1 antwortet nicht                  | 22 грудня 1932 року    | Німеччина          |
| Острів загублених душ                  | 23 грудня 1932 року    | США                |
| Чоловіки повинні битися                | 13 січня 1933 року     | США                |
| Чудово бути живим                      | 17 лютого 1933 року    | США                |
| Потоп                                  | 2 червня 1933 року     | США                |
| Невідомий йде містом                   | 18 серпня 1933 року    | Німеччина          |
| Тунель                                 | 29 вересня 1933 року   | Німеччина, Франція |
| Людина-невидимка                       | 27 жовтня 1933 року    | США                |
| Світ без масок                         | 9 березня 1934 року    | Німеччина          |
| Золото                                 | 29 березня 1934 року   | Німеччина          |
| Тінь, що зникає                        | 13 квітня 1934 року    | США                |
| Володар світу                          | 11 серпня 1934 року    | Німеччина          |
| Одного разу в молодика                 | Грудень 1934 року      | Велика Британія    |
| Загублене місто                        | 14 лютого 1935 року    | США                |
| Примарна імперія                       | 23 лютого 1935 року    | США                |
| Втрата відчуття                        | 17 квітня 1935 року    | СРСР               |
| Наречена Франкенштейна                 | 22 квітня 1935 року    | США                |
| Повітряні яструби                      | 7 травня 1935 року     | США                |
| Тунель, він же Трансатлантичний тунель | 25 жовтня 1935 року    | Велика Британія    |
| Невидимий промінь                      | 20 січня 1936 року     | США                |
| Космічний промінь                      | 21 січня 1936 року     | СРСР               |
| Те, що прийде                          | 20 лютого 1936 року    | Велика Британія    |
| Ходячі мерці                           | 14 березня 1936 року   | США                |
| Флеш Гордон                            | 6 квітня 1936 року     | США                |
| Підводне царство                       | 30 травня 1936 року    | США                |
| Примарний патруль                      | 3 серпня 1936 року     | США                |
| Людина, яка передумала                 | 11 вересня 1936 року   | Велика Британія    |
| Нон-стоп Нью-Йорк                      | 13 вересня 1937 року   | Велика Британія    |
| Скелет на коні                         | 21 грудня 1937 року    | Чехословаччина     |
| Подорож Флеша Гордона на Марс          | 31 березня 1938 року   | США                |
| Політ до слави                         | 12 жовтня 1938 року    | США                |
| Примарні привиди                       | 7 січня 1939 року      | США                |
| Син Франкенштейна                      | 13 січня 1939 року     | США                |
| Бак Роджерс                            | 11 квітня 1939 року    | США                |
| Людина, яку не змогли повісити         | 17 серпня 1939 року    | США                |
| Повернення Доктора Ікс                 | 23 листопада 1939 року | США                |